# Les condors n'enterrent pas tous les jours
Pour plus de détails, voir Fiche technique et Distribution.
Les condors n'enterrent pas tous les jours est un film colombien réalisé par Francisco Norden. Il sort en salle pour la première fois le 18 mai 1984 à l'occasion du 37e Festival international du film de Cannes, en France.

## Synopsis
Le film est une adaptation cinématographique du roman homonyme de l'écrivain colombien Gustavo Álvarez Gardeazábal, publié en 1972.

## Fiche technique
- Titre original : Cóndores no entierran todos los días
- Réalisation : Francisco Norden
- Société de production : Procinor
- Directeur de la photographie : Carlos Suárez
- Pays :  Colombie
- Format : 35 mm
- Durée : Long métrage de 90 minutes
- Genre : Drame
- Date de sortie : 
  -  France : le 18 mai 1984 à l'occasion du 37e Festival international du film de Cannes[1].
  -  Colombie : 1985